# Ponto Valentino
Ponto Valentino è una frazione di 218 abitanti del comune svizzero di Acquarossa, nel Canton Ticino (distretto di Blenio).

## Storia
Nel Medioevo formava una vicinia assieme a Castro e Marolta.

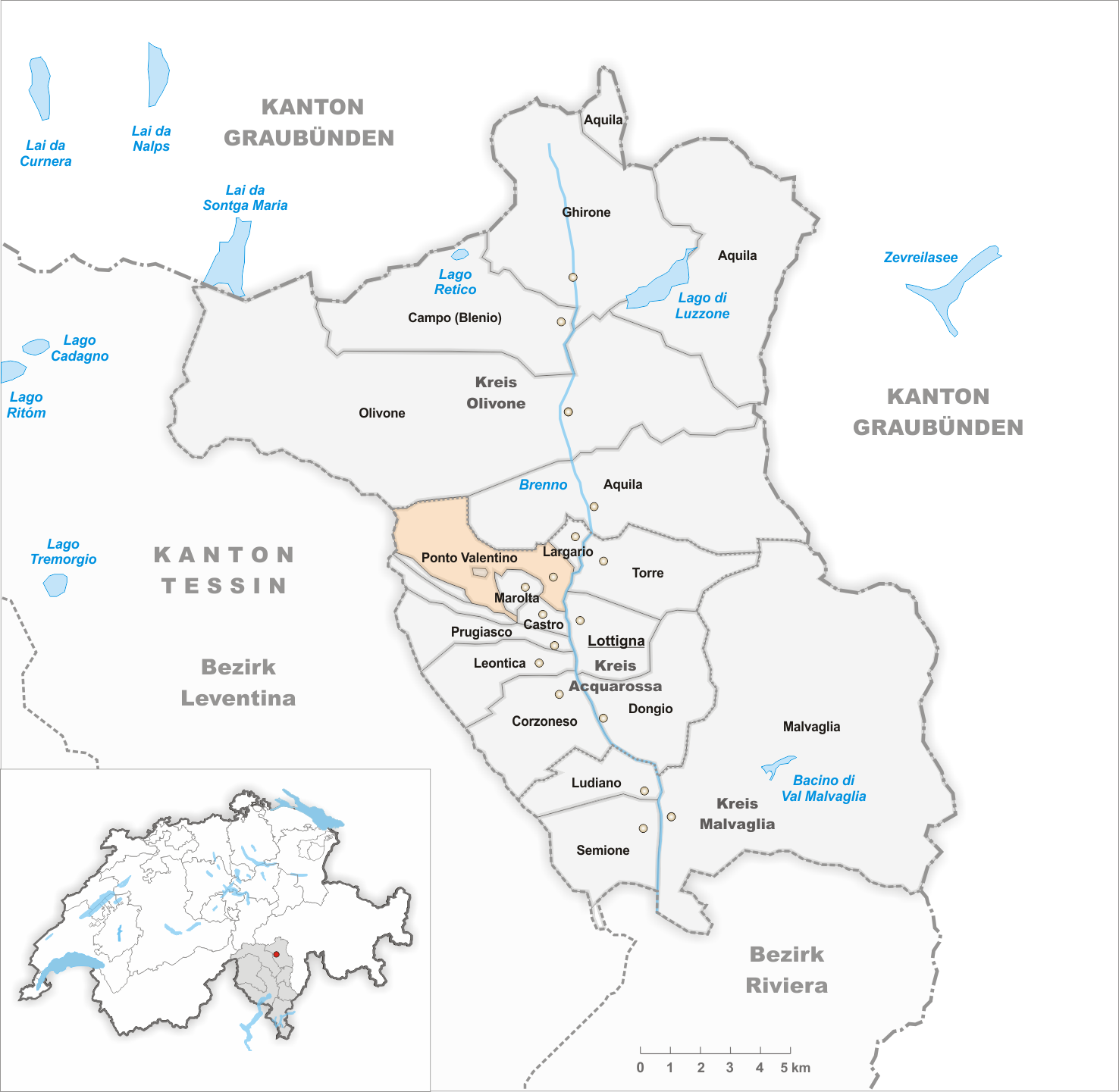
Il territorio del comune di Ponto Valentino prima degli accorpamenti comunali del 2004

Fino al 3 aprile 2004 è stato un comune autonomo che si estendeva per 10,3 km²; il 4 aprile 2004 è stato accorpato agli altri comuni soppressi di Castro, Corzoneso, Dongio, Largario, Leontica, Lottigna, Marolta e Prugiasco per formare il nuovo comune di Acquarossa.

## Monumenti e luoghi d'interesse
- Chiesa parrocchiale di San Martino di Tours, attestata nel 1258[1];
- Oratorio di San Francesco Saverio, del 1708[senza fonte];
- Ossario, ornato da affreschi, situato nei pressi della chiesa di San Martino;[2]
- Ponte a dorso di mulo, sulla strada che conduce ad Aquila.[2]

## Società

### Evoluzione demografica
L'evoluzione demografica è riportata nella seguente tabella:
Abitanti censiti

## Amministrazione
Ogni famiglia originaria del luogo fa parte del cosiddetto comune patriziale e ha la responsabilità della manutenzione di ogni bene ricadente all'interno dei confini della frazione.